# ブラッド&ワイン
『ブラッド&ワイン』（原題：Blood and Wine）は、1996年制作のアメリカ合衆国のフィルム・ノワール。
欲望や裏切りなど、様々な確執に揺れる義父と息子の闘いをスリリングに描く。

## あらすじ
舞台はマイアミ。ワイン・ディーラーのアレックスは、高価なスーツを着てBMWを乗り回す、人もうらやむ生活を送っている。しかし、その裏では妻のスザンヌに暴力を振るい、外に女を作ることで家庭は崩壊寸前、おまけに店の経営状態は最悪だった。自由奔放に生きる義理の息子ジェイソンは、そんな彼を憎んでいた。
ある日、金に困っていたアレックスは、ポーカー仲間でプロの金庫破りだったヴィクターと組んで、100万ドルのダイヤのネックレスを盗む計画を立てる。まんまとネックレスを手に入れたアレックスは、宝石を換金するために愛人のガブリエラとニューヨークに高飛びするつもりだったが、夫の裏切りに気づいたスザンヌに行く手を阻まれる。激しい取っ組み合いの末、彼女は咄嗟に手にしたステッキを夫の頭に振り降ろして殺したと思い込み、偶然帰宅したジェイソンと逃げるように車で逃げた。
意識を回復したアレックスは2人が乗った車に宝石があることに気づき、後を追う。激しいカーチェイスの末に2人の車は横転し、スザンヌは死亡、アレックスは命を取り留める。しかし、宝石は見つからなかった。
ジェイソンは病院を抜け出し、義父アレックスに復讐を開始する。

## キャスト
| 役名               | 俳優                         | 日本語吹替 |
| ------------------ | ---------------------------- | ---------- |
| アレックス・ゲイツ | ジャック・ニコルソン         | 壤晴彦     |
| ジェイソン         | スティーヴン・ドーフ         | 森川智之   |
| ガブリエラ         | ジェニファー・ロペス         | 日野由利加 |
| ヴィクター         | マイケル・ケイン             | 池田勝     |
| スザンヌ           | ジュディ・デイヴィス         | 一城みゆ希 |
| ヘンリー           | ハロルド・ペリノー・ジュニア | 高木渉     |

| 伊藤栄次 | 後藤哲夫 | 安井邦彦 |
| 廣田行生 | 深水由美 | 堀川仁   |